# Угам (село)
Уга́м (каз. Ұғым) — село у складі Казигуртського району Туркестанської області Казахстану. Входить до складу Жигергенського сільського округу.
У радянські часи село називалось «Угамський лісхоз».
Населення — 26 осіб (2021; 121 у 2009, 136 у 1999, 116 у 1989).